# Buritis (ort)
Buritis är en ort i Brasilien.   Den ligger i kommunen Buritis och delstaten Minas Gerais, i den sydöstra delen av landet, 160 km öster om huvudstaden Brasília. Buritis ligger 539 meter över havet och antalet invånare är 16 243.
Terrängen runt Buritis är kuperad åt sydost, men åt nordväst är den platt.
Omgivningarna runt Buritis är huvudsakligen savann. Runt Buritis är det mycket glesbefolkat, med 7 invånare per kvadratkilometer.